# Iolaphilus pamelae
Iolaphilus pamelae is een vlinder uit de familie van de Lycaenidae. De wetenschappelijke naam van de soort is voor het eerst geldig gepubliceerd in 1983 door Heath.